# Carolina Klüft
Carolina Klüft (Borås, Suecia; 2 de febrero de 1983) es una exatleta sueca especializada en pruebas combinadas, que fue campeona olímpica, mundial y europea de heptatlón. También compitió con frecuencia en salto de longitud.
En el año 2000, con 17 años, se proclamó campeona del mundo junior de heptatlón en Santiago de Chile. En 2002 volvería a repetir triunfo en los mundiales junior disputados en Kingston, Jamaica.
Precisamente en 2002 fue el año que se dio a conocer a nivel internacional. En el invierno fue tercera en los europeos indoor de Viena, Austria, en la prueba de pentatlón (en indoor se disputa el pentatlón que consiste en cinco pruebas, mientras al aire libre se disputa el heptatlón, que son siete), y ya en el verano conquistó en Múnich, Alemania su primer gran triunfo, el oro de los Campeonatos de Europa de Múnich. Además su marca de 6.542 puntos fue la mejor del mundo ese año.
En 2003 consolidó su dominio, primero proclamándose campeona mundial indoor en Birmingham, Inglaterra, y en el verano campeona del mundo al aire libre en París. Precisamente en esta cita consiguió batir por primera vez la barrera de los 7000 puntos, con 7.001, y volvió a liderar el ranking del año. Era la tercera mujer en la historia en superar esta marca. Su gran rival en París fue la francesa Eunice Barber que acabó segunda.
Este año también mejoró substancialmente su mejor marca en salto de longitud, con 6'86, la quinta mundial del año en esta prueba.
En 2004 continuó su hegemonía consiguiendo su triunfo más importante, la medalla de oro de heptatlón en los Juegos Olímpicos de Atenas, con 6.952 puntos. Su ventaja de más de 500 puntos sobre la segunda clasificada, la lituana Austra Skujyte, es la mayor de la historia olímpica. Además en Atenas Klüft disputó también la prueba de salto de longitud y se clasificó para la final, en la que fue 11.ª. 
Con su triunfo en Atenas conseguía la triple corona, de campeona olímpica, mundial y europea, demostrando ser la reina de las pruebas combinadas. Además en julio de este mismo año consiguió en Tallin, Estonia, su mejor marca en salto de longitud, 6.97, la sexta del mundo ese año.

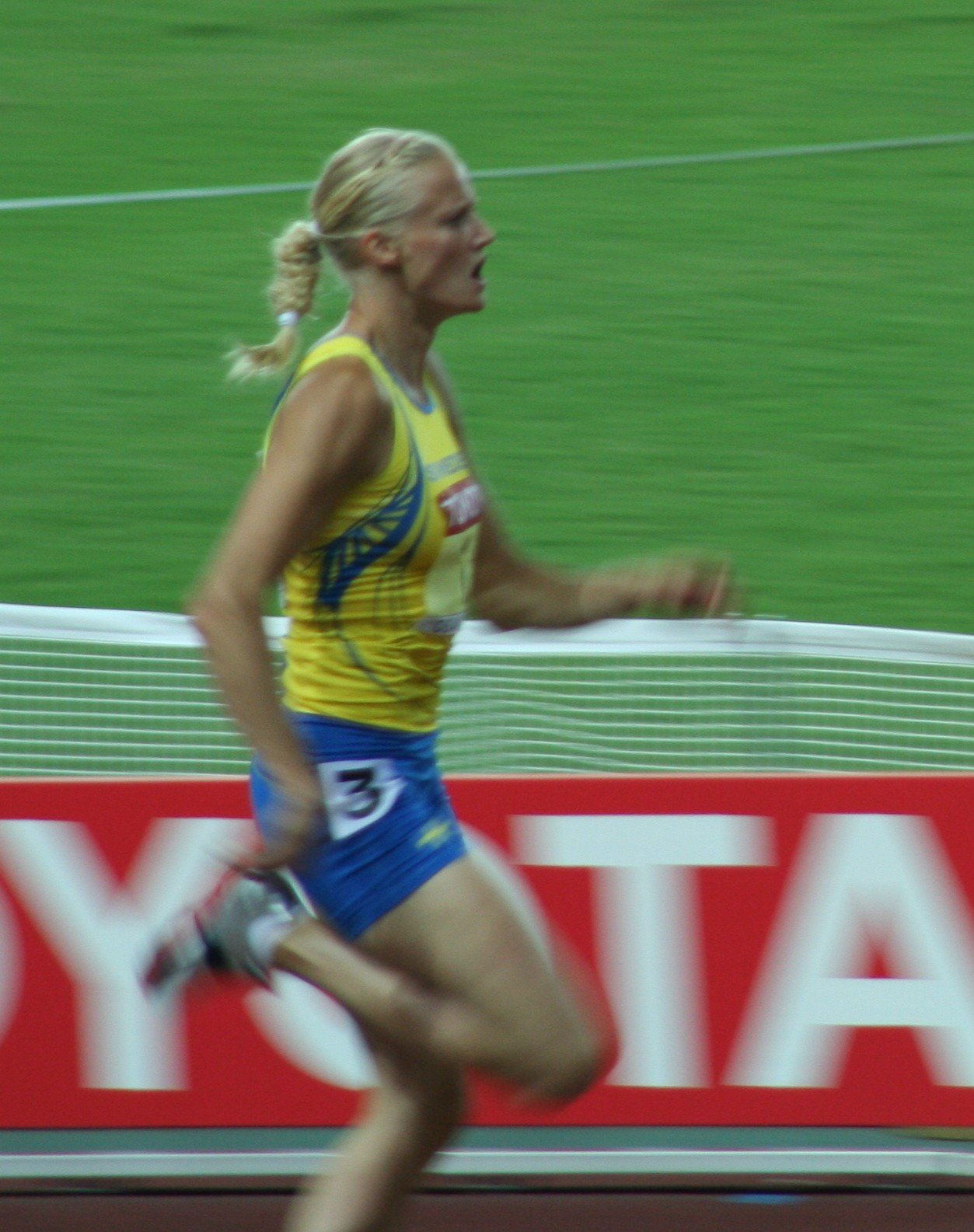
Carolina Klüft, durante la prueba de los 800 metros lisos del heptatlón de los campeonatos mundiales de atletismo de 2007, en Osaka. Además de alzarse con el oro del heptatlón, estableció el récord de Europa de la prueba, con una puntuación de 7.032.

En 2005 las cosas se le pusieron más difíciles. Aunque en el invierno ganó en título europeo indoor en Madrid, estuvo a punto de no participar en los mundiales al aire libre de Helsinki, Finlandia, debido a una lesión. Sin embargo se presentó a la competición y consiguió revalidar su título de campeona del mundo, con 6.887 puntos, pese a la dura competencia por parte de la francesa Eunice Barber, que la apretó hasta la última prueba, los 800 metros, y a punto estuvo de vencerla. Como detalle curioso, la marca de Klüft en el salto de longitud dentro del heptatlón (6'87) le hubiera dado la medalla de plata en esta especialidad.
Carolina era una gran competidora y una de las figuras más carismáticas del atletismo en la actualidad, por el empeño que ponía en todas las pruebas en que participa, y su permanente sonrisa. En el heptatlón destacó en los eventos de saltos y de carreras, pero tuvo su punto más flojo en los lanzamientos. Esto le hizo difícil acercarse al récord del mundo de la norteamericana Jackie Joyner-Kersee, que lo tiene desde 1988 con 7.291 puntos.
El 2 de septiembre de 2012 en el Campeonato Internacional de Atletismo Finlandia-Suecia , Klüft terminó oficialmente su carrera y se retiró del deporte.

## Palmarés internacional
| Año  | Evento                     | Lugar                     | Puesto | Disciplina |
| ---- | -------------------------- | ------------------------- | ------ | ---------- |
| 2002 | Campeonato Europeo         | Múnich ( Alemania)        | 1º     | heptatlón  |
| 2003 | Campeonato Mundial en Sala | Birmingham ( Reino Unido) | 1º     | pentatlón  |
| 2003 | Campeonato Mundial         | París ( Francia)          | 1º     | heptatlón  |
| 2004 | Juegos Olímpicos           | Atenas ( Grecia)          | 1º     | heptatlón  |
| 2005 | Campeonato Mundial         | Helsinki ( Finlandia)     | 1º     | heptatlón  |
| 2005 | Campeonato Europeo en Sala | Madrid ( España)          | 1º     | pentatlón  |
| 2006 | Campeonato Europeo         | Gotemburgo ( Suecia)      | 1º     | heptatlón  |
| 2007 | Campeonato Europeo en Sala | Birmingham ( Reino Unido) | 1º     | pentatlón  |
| 2007 | Campeonato Mundial         | Osaka ( Japón)            | 1º     | heptatlón  |

## Mejores marcas
- Heptatlón - 7.032 (2007)
  - 100 metros vallas - 13.15 (2005, 2007)
  - Salto de longitud - 6.97 (2004)
  - Lanzamiento de peso - 15.05 (2006)
  - 200 metros - 22.98 (2003)
  - 800 metros - 2:08.89 (2005)
  - Salto de altura - 1.95 (2007)
  - Lanzamiento de jabalina - 50.96 (2006)

Otra disciplina:
- Triple salto - 14.29 (2008)